# Polysphaeria
Polysphaeria  es un género con 30 especies de plantas con flores perteneciente a la familia de las rubiáceas.
Es nativo del  África tropical y Madagascar.

## Especies seleccionadas
- Polysphaeria acuminata Verdc. (1980).
- Polysphaeria aethiopica Verdc. (1980).
- Polysphaeria arbuscula K.Schum. (1903).
- Polysphaeria braunii K.Krause (1920).
- Polysphaeria macrantha, Brenan
- Polysphaeria multiflora

- Wikimedia Commons alberga una categoría multimedia sobre Polysphaeria.